# Jostedalsbreen

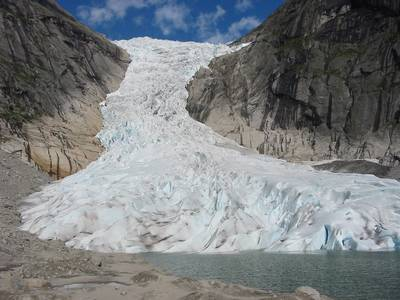
Briksdalsbreen je jednou z částí Jostedalsbreenu.

Jostedalsbreen, též Jostedalbre či Jostedalský ledovec, je největší ledovec pevninské Evropy. Leží v kraji Vestland při západním pobřeží jižního Norska.
Jostedalsbreen zakrývá údolí v délce 60 km a pokrývá 489 km², zasahuje tak do obcí Luster, Balestrand, Jølster a Stryn. V nejsilnějším místě má led tloušťku přibližně 600 metrů. Nejvyšší vrchol v oblasti je Lodalskåpa s 2083 metry nad mořem.
V roce 1991 byl vyhlášen Národní park Jostedalsbreen (Jostedalsbreen nasjonalpark), který zahrnuje území o celkové rozloze 1310 km².